# Be Mad
Be Mad är en spansk tv-kanal i det fria nätet, som drivs av Mediaset España och grundades den 21 april 2016.

## Historia
Efter att det spanska ministerrådet tilldelat Mediaset España en av de tre licenserna för marksänd digital-tv i HD – vilka delades ut den 16 oktober 2015 tillsammans med ytterligare tre licenser i standardupplösning – lanserade mediekoncernen först Boing HD som testkanal. Senare ersattes den av Energy HD tills det slutligen tillkännagavs vad den nya kanalen skulle heta: Be Mad. Kanalen började sända den 21 april 2016.
Efter mer än sex år som en kanal för reality-tv och repriser av program från Cuatro och Telecinco, omvandlade Mediaset España under hösten 2022 Be Mad till en filmkanal. Detta gjordes med stöd av filmavtal med bolag som Walt Disney Pictures, Sony Pictures, Universal Pictures, Warner Bros. och StudioCanal.

## Tv-tablå
I början innehöll Be Mad olika temablock i sin programtablå, såsom Be Mad Travel, Be Mad Nature, Be Mad Mechanic, Be Mad Planet, Be Mad Investigation, Be Mad Extreme, Be Mad Food, Be Mad Live! , Be Mad History, Be Mad Movies, Be Mad Science, Be Mad Mystery och Be Mad Sports.
Sedan hösten 2022 är Be Mad helt och hållet inriktad på film. Bland de filmer som presenterats i utbudet märks titlar somApocalypse Now, Närkontakt av tredje graden, Basic Instinct, Lawrence av Arabien, Apornas planet-filmerna, Batman, Bron över floden Kwai, Hajen och The Goonies – ur en katalog med över tvåhundra långfilmer.